# Ottawa Senators
Ottawa Senators (în franceză Sénateurs d'Ottawa), oficial Club de hockey Les Sénateurs d’Ottawa și cunoscută sub numele familiar de Sens, este o echipă profesionistă canadiană de hochei pe gheață cu sediul în Ottawa și face parte din Divizia Atlantic a Conferinței de Est din NHL. Își dispută meciurile de pe teren propriu la Canadian Tire Centre, cu o capacitate de 18.652 de locuri,  deschis în 1996 sub numele de Palladium.
Fondată și înființată de dezvoltatorul imobiliar din Ottawa Bruce Firestone, echipa este a doua franciză din NHL care folosește numele Ottawa Senators. Echipa originală Ottawa Senators, fondată în 1883, a avut o istorie celebră, câștigând Cupa Stanley de 11 ori, jucând în NHL din 1917 până în 1934. La 6 decembrie 1990, după o campanie publică de doi ani a firmei Firestone, NHL a acordat o nouă franciză, care a început să joace în sezonul 1992-93. Senatorii au ajuns de 16 ori în playoff, au câștigat patru titluri divizionale și au câștigat Trofeul președinților în 2003. Au ajuns o dată în finala Cupei Stanley din 2007, dar au pierdut în fața celor de la Anaheim Ducks în cinci meciuri.